# 阿道夫·马齐尼

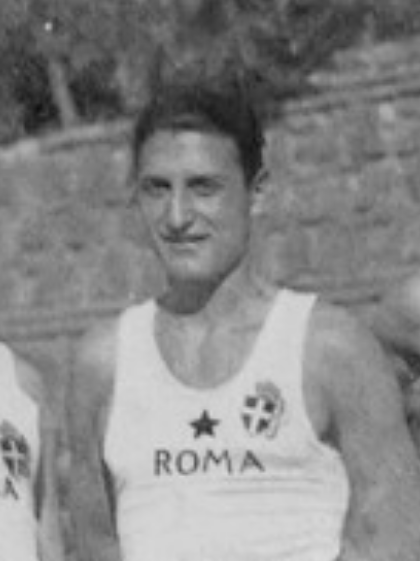
阿道夫·马齐尼

阿道夫·马齐尼（義大利語：Adolfo Mazzini，1909年9月1日—？），意大利男子篮球运动员。他曾代表意大利获得1936年夏季奥运会男子篮球比赛第七名。他也曾四次获得全国比赛冠军。